# Match (Supermarkt)
Match ist eine französische Einzelhandelskette, die zur Groupe Carrefour gehört. Die gesamte Match-Gruppe war eine belgische Einzelhandelskette mit Sitz in Charleroi, die zur ebenfalls belgischen Louis-Delhaize-Gruppe zählte. Match war mit Märkten der Vertriebslinien Smatch (Small Match) und Match in Belgien und Luxemburg vertreten, in Frankreich ausschließlich mit Match. Im Sommer 2023 gab man bekannt, sich aus Frankreich und Luxemburg zurückzuziehen. Während Carrefour in Frankreich alle Match-Standorte übernahm, wurden die luxemburgischen Märkte an E.Leclerc verkauft, im September 2023 wurde der Verkauf der belgischen Märkte an die Colruyt Group bekannt.

## Geschichte

### Belgien

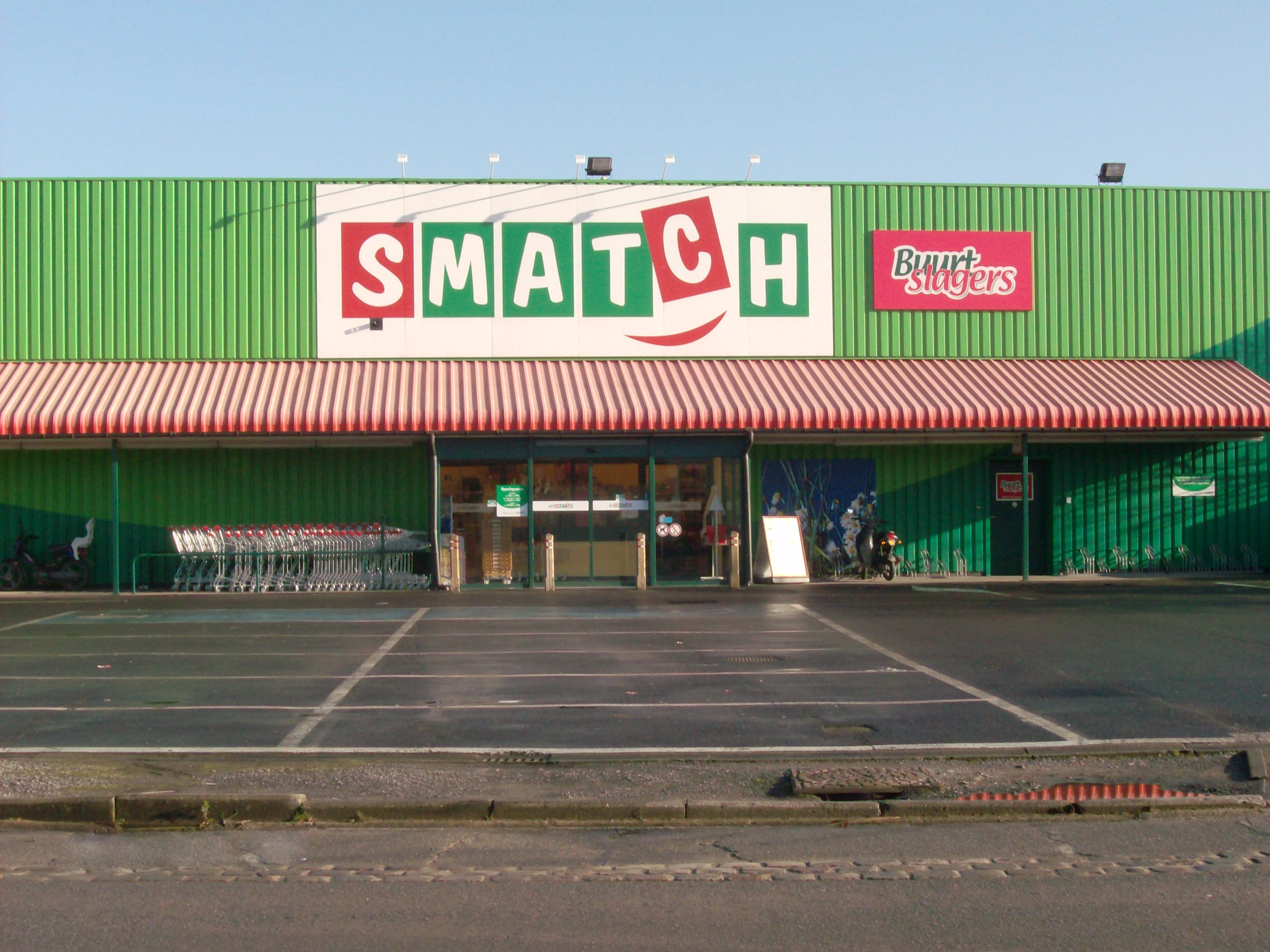
Ein Smatch-Markt im belgischen Lokeren, mit dem ersten Smatch-Logo, im Januar 2008.

In Belgien erfolgte 1994 eine Umstrukturierung. Match-Filialen, die nicht rentabel zu betreiben waren, wurden geschlossen. 2001 führte man das Konzept von Smatch ein. Dazu wurden 130 ehemalige Profi-Discounter aus dem Unternehmensverbund im Februar 2001 an Match übertragen. Diese Filialen wiesen eine durchschnittliche Fläche von 400 m² bis 500 m² auf und wurde in Folge auf Smatch umgeflaggt. Nach einer erfolgreichen Testphase in einem Markt in Ertvelde wurden die ersten fünf Smatch-Märkte im Oktober 2001 eröffnet, drei davon am 4. Oktober 2001, zwei weitere am 18. Oktober 2001. Bis März 2002 wurden zwei weitere Profi-Filialen auf Smatch umgeflaggt. Gemeinsam in den Sparten Match, Smatch und Profi beschäftigte man zum damaligen Zeitpunkt rund 2000 Mitarbeiter. Für 2018 wurde ein Verlust von 14,2 Millionen Euro ausgewiesen, bereits im Jahr zuvor schrieb man rote Zahlen (13,1 Millionen Euro Verlust). 2019 kam es zu Gerüchten eines Stellenabbaus in der Zentrale und Filiale, der auch durch Schließungen von Filialen erreicht werden sollte. Nach Verhandlungen mit den Gewerkschaften, wurden zwölf Filialen geschlossen, darunter vier Match-Standorte. Zu diesem Zeitpunkt betrieb man 111 Standorte in Belgien, davon 41 als Match-, die restlichen 70 als Smatch-Märkte. Ebenfalls 2019 listete man erstmals Produkte von Alnatura. Unter dem Namen Louis Delhaize Open Market (Eigenschreibweise: louis delhaize OPEN MARKET) wollte man die Match-Märkte in Belgien profitabler machen und plante eine Umflaggung aller Standorte. Der erste Standort eröffnete am 12. Juli 2022 in Gembloux. Die Marke Smatch sollte in Louis Delhaize aufgehen. Nach gut einem Jahr wurden die Entscheidungen revidiert und alle bis dahin umgeflaggten Märkte wieder zu Match- bzw. Smatch-Märkten. Der erste ehemalige Louis Delhaize Open Market eröffnete in Braine-le-Comte am 11. April 2023 als Match wieder. Inzwischen sind Match und Smatch fast ausschließlich in Wallonien zu finden, in Flandern bestehen nur noch zwei Match-Filialen (in Gent und Leuven). Am 22. September 2023 wurde auf einer außerordentlichen Betriebsversammlung bekannt, dass 57 der belgischen Match und Smatch-Filialen für einen unbekannten Betrag an Colruyt verkauft werden, die restlichen Match- und Smatch-Filialen sollten geschlossen werden. Durch die Schließungen sollten 690 Arbeitsplätze verloren gehen. Zusätzlich konnte für zwei Filialen (in Fleurus und Woluwe-Saint-Lambert/Sint-Lambrechts-Woluwe) mit Carrefour, und jeweils eine Filiale mit Delhaize (in Leuze-en-Hainaut) und Intermarché (in Binche) ein Mitbewerber für die Übernahme gefunden werden. Die Übernahme von 49 Filialen durch Colruyt wurde von der Wettbewerbsbehörde Belgiens im Frühjahr 2024 vorab freigegeben werden. Ab März 2024 begann Colruyt mit der Umflaggung der Märkte. Während einzelne bereits Vertriebslinien, wie z. B. Spar oder Okay zugeschlagen wurden, wurde ein Großteil in die Vertriebslinie Comarkt/Comarché überführt. Dabei handelt es sich nach Aussage Colruyts über eine Übergangslösung, ehe eine erneute Umflaggung auf die endgültige Vertriebslinie erfolgen soll. Mitte April 2024 wurde die Übernahme durch Colruyt komplett genehmigt, allerdings mit der Auflage drei Märkte (in Galmaarden, Munkzwalm und Nieuwpoort) nicht übernehmen zu dürfen. Ende des gleichen Monats konnte die Umflaggung bereits abgeschlossen werden, 39 der 54 gekauften Märkte übernahmen den Namen Comarkt/Comarché.

### Frankreich
Vorausgegangen waren die Gründung der drei Gesellschaften Docks du Nord im nordfranzösischen Lille, Sanal in Nancy und Sadal in Straßburg Anfang des 20. Jahrhunderts. Im Jahr 1960 entstand der erste Supermarkt im Norden des Landes, 1978 wurde die Gesellschaft Docks du Nord zu Fraismarché Gro und expandierte mit dem Supermarktkonzept. Geburtsstunde von Match in Frankreich war das Jahr 1990, als Märkte im Elsass, in Lothringen und im Norden des Landes, die zuvor unterschiedlich hießen, zusammengeführt wurden. Bis Anfang 2010 bestanden Filialen in den Antillen. Die sieben Filialen in Guadeloupe wurden verkauft und zum 8. Januar 2010 auf Super U umgeflaggt. Der Marktanteil im April 2012 belief sich auf 0,7 Prozent. Zu diesem Zeitpunkt waren 149 Märkte betrieben worden.  Den 150. Markt konnte man im Juni 2012 Beauvais eröffnen. Elf unrentable Filialen, die acht Prozent der Märkte ausmachten, wurden im Mai und Juni 2015 geschlossen, die Anzahl der Filialen verringerte sich u. a. deshalb auf 129. Hintergrund war die damalige Situation der Kette, die sowohl 2013 als auch 2014 Verluste machte. So belief sich der Verlust im Jahr 2013 auf 29 Millionen Euro, ein Jahr später auf 17 Millionen Euro. Dem stand 2014 ein Umsatz von 1,15 Milliarden Euro gegenüber. Im März 2018 wurde in einer französischen Filiale damit begonnen, Alnatura-Produkte zu vertreiben, inzwischen sind Alnatura-Produkte in jeder Filiale zu finden. 2022 betrieb die Gruppe 115 Geschäfte in 14 Départements im Nordosten des Landes, mit 37 Filialen befindet sich der überwiegende Teil im Département Nord. Die Zahl der Lager belief sich im selben Jahr auf vier Standorte, man beschäftigte 5955 Mitarbeiter. Der Nettogewinn der Kette betrug in Frankreich 16,4 Millionen Euro. Am 13. Juli 2023 gab die Groupe Louis Delhaize den Verkauf aller französischen Aktivitäten im Lebensmitteleinzelhandel, inklusive Match, bekannt. Als Käufer kam der ehemalige Hypermarkt-Franchisegeber Carrefour zum Zug. Im Geschäftsjahr 2023 erwirtschaftete Match einen Umsatz von 1,48 Milliarden Euro. Die gesamte Verkaufsfläche belief sich auf rund 200.000 m². Zum 2. Juli 2024 übernahm man dabei die Filialen, nachdem die Wettbewerbsbehörde den Verkauf kurz zuvor genehmigte. Carrefour behält, entgegen der Mitbewerber in Belgien und Luxemburg den Namen Match für die Filialen bei.

### Luxemburg
Der erste Match-Supermarkt eröffnete im Jahr 1974 in einem Einkaufszentrum in Helfent, das in der Gemeinde Bartringen liegt. Im Jahr 2022 betrieb man in Luxemburg 25 Filialen, 12 als Match und 13 als Smatch. Es bestand ein Lager, man beschäftigte 753 Mitarbeiter. Ende Juli 2023 wurde der Verkauf aller luxemburgischen Aktivitäten der Gruppe, inklusive der Match- und Smatch-Märkte, publik. Käufer war E.Leclerc, der als französischer Händler damit nach Luxemburg expandieren wird. Im Jahr 2024 wurden die Märkte auf E.Leclerc umgeflaggt.

## Logos

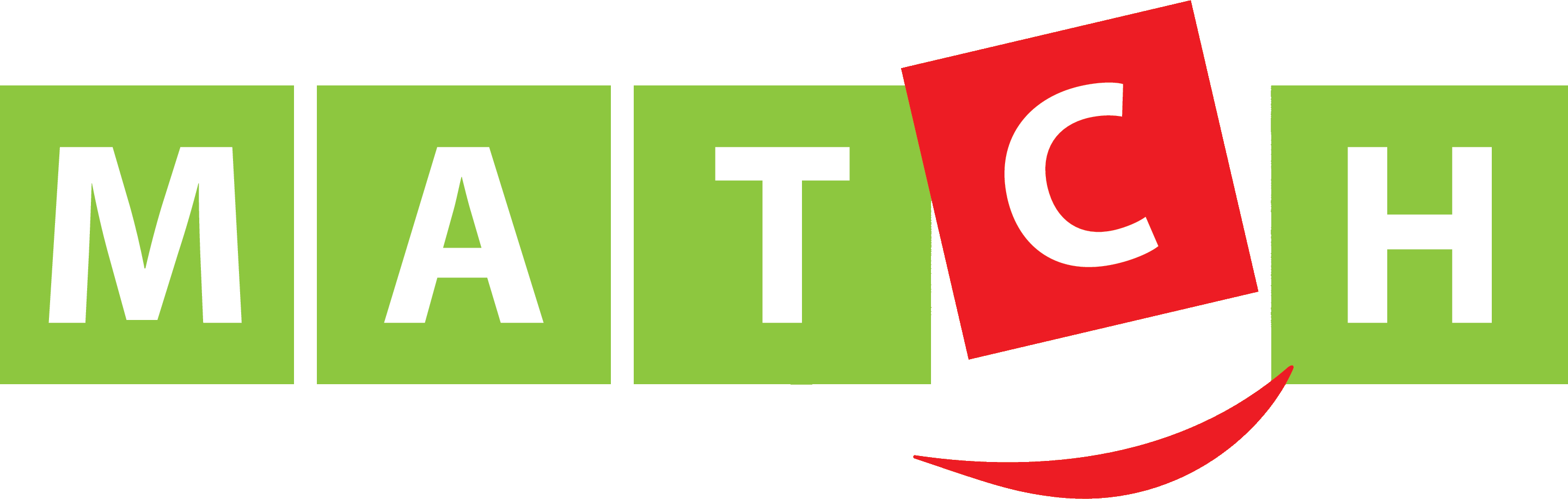
Logo von Match in Belgien und Luxemburg
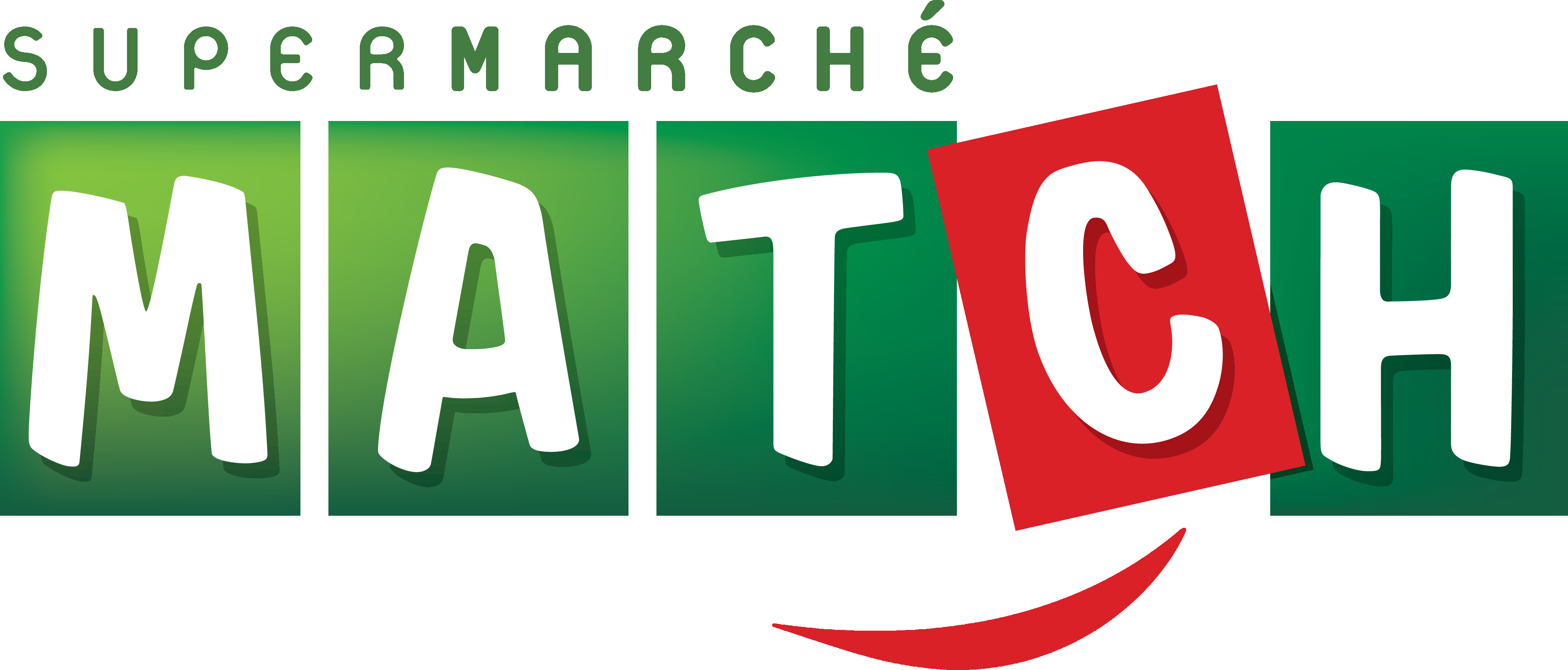
Logo von Match in Frankreich
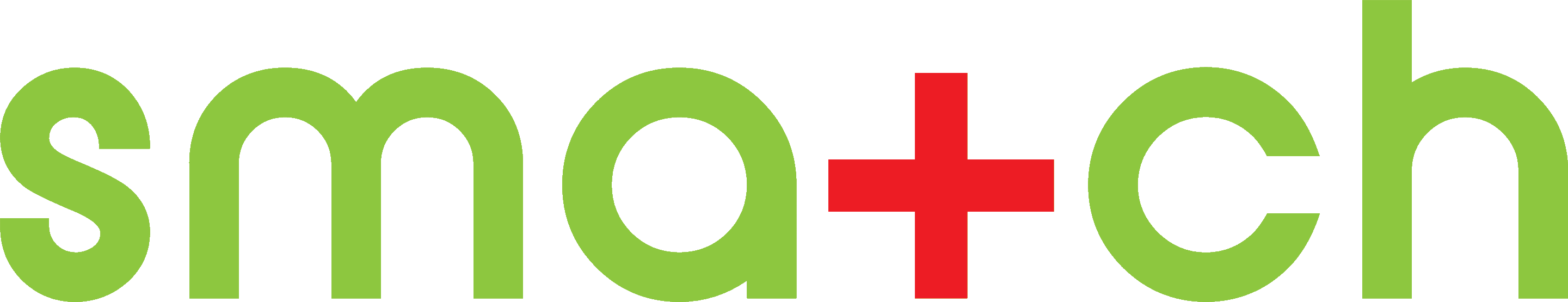
Logo von Smatch